# Brünisried
Brünisried är en ort och kommun i distriktet Sense i kantonen Fribourg, Schweiz. Kommunen hade 700 invånare (2023).